# Ivo Rens
Pour les articles homonymes, voir Rens.
Ivo Rens, né le 21 mai 1933 à Anvers, est un juriste, historien et professeur universitaire suisse originaire de Belgique (naturalisé suisse en 1976).

## Biographie

### Famille et études
Ivo Rens est le fils de Jef Rens (1905-1985), syndicaliste et fonctionnaire international belge  et de Marguerite Pellabeuf (1910-1982), institutrice française née à Mascara en Algérie.
Sa jeunesse est marquée par la guerre qui le précipite d’un pays à l’autre (Belgique, France, Algérie, Grande-Bretagne et Canada). Ivo Rens aura fréquenté au total 12 écoles primaires et secondaires sur trois continents et en deux langues. Il en retire une expérience de première main d’une communauté globale de destin. Il étudiera ensuite aux universités de Genève, Paris, Madrid et Alger. Il obtient une licence en droit en 1954 et un doctorat en droit en 1957, les deux à l'Université de Genève, ainsi qu’un titre légal belge de docteur en droit en 1962 en suite d'examens d'équivalence passés à l'Université libre de Bruxelles. Sa thèse de doctorat portait sur l'Assemblée algérienne.

### Activités
En 1957 il est engagé au Bureau de l'Union interparlementaire (UIP) à Genève afin de participer au dépouillement d'une enquête internationale sur les différents types de parlements existant dans le monde. Dès 1957, il est associé à la préparation du Rapport général du Secrétaire général, qui portait sur l'évolution des relations internationales dans une perspective parlementaire. De 1960 à 1963, il exerce les fonctions de Secrétaire adjoint de l'Union interparlementaire qui l'envoie en Afrique occidentale démarcher les parlements des États ayant récemment accédé à l'indépendance.
À l’automne 1963, Ivo Rens quitte l'Union interparlementaire et Genève pour la Belgique car Paul-Henri Spaak l’avait nommé Conseiller à son Cabinet de Vice-premier ministre ; peu après son arrivée à Bruxelles, Paul-Henri Spaak le fit nommer par le Gouvernement co-secrétaire de la Table ronde pour la révision de la Constitution de 1831. Il est aussi représentant du Vice-premier ministre au Comité interministériel de la politique scientifique. 
La Faculté de droit de l’Université de Genève, où il enseigne le droit parlementaire comparé depuis 1960 en qualité de privât-docent, l’ayant nommé, d’entente avec les Facultés de lettres et des sciences économiques et sociales, chargé de cours pour l’histoire des doctrines politiques, il y donne cet enseignement dès janvier 1965, tout en poursuivant plusieurs mois ses fonctions au Cabinet du Vice-premier ministre de Belgique, ce qui l’amène à faire la navette entre Bruxelles et Genève pendant la plus grande partie de 1965. En 1968 il est nommé professeur extraordinaire, en 1971 professeur ordinaire, en 1973 il est élu Président de l'Association des professeurs de l'Université de Genève, et en 1974 Président du tout nouveau « parlement » académique, le Conseil de l'Université. Toujours en 1974, il obtient de la Faculté de droit, la création d'un Département d’histoire du droit et des doctrines juridiques et politiques qui donne aux quelques historiens de la Faculté une certaine autonomie administrative et dont il est nommé directeur. 
En 1976, Ivo Rens a participé au congrès mondial que l'Association internationale de science politique avait organisé à Édimbourg à l'occasion du deuxième centenaire de La Richesse des nations d'Adam Smith. Au cours des années 1979 et 1980, il effectue plusieurs suppléances en histoire de la pensée politique à l'Université de Lausanne puis à celle de Neuchâtel ; enfin, en 1980, il donne un cours sur l'histoire des techniques à l'École polytechnique fédérale de Lausanne à titre de professeur invité. En 1979-1980, il se partage entre Genève et Paris, l'Université Panthéon-Sorbonne l'ayant nommé professeur associé, ce qui lui permettra d'y donner un cours sur le catastrophisme.
Pendant le congé sabbatique de l'année universitaire 1981-1982 il est lecturer en science politique à l'Université de Canterbury, à Christchurch en Nouvelle-Zélande et en juin 1982 il est invité à donner un cours de deux semaines sur la genèse de l'écologie politique au Département des études de l’environnement à Hobart, en Tasmanie. 
De retour à Genève, participe au nouvel enseignement de philosophie du droit inscrit au programme de licence par la Faculté de droit en donnant un cours sur Platon. À la même époque, il donna conjointement avec son collègue Alfred Dufour un nouveau cours sur les racines historiques du libéralisme et du néolibéralisme à l'intention des étudiants avancés de science politique et de droit. En 2000 il a pris sa retraite de l'Université de Genève, en devenant professeur honoraire. Il a créé en 2014 un blogue intitulé "La paix mondiale menacée" dans lequel il s'engage pour la paix dans le monde, en particulier à l'occasion des conflits en Ukraine et à Gaza.

### Principaux centres d'intérêt
Il a été marqué par la pensée des socialistes belges Colins de Ham (1783-1859) et Henri De Man (1885-1953), ainsi que par celle de l'économiste roumano-américain Nicholas Georgescu-Roegen (1906-1994). Il fut très engagé dans le combat antinucléaire dès les années 1970, et il prit l'initiative de créer en 1978 l'Association pour l'Appel de Genève (APAG) qui s'opposait au surgénérateur Superphénix de Creys-Malville, dont finalement le Gouvernement français décida le démantèlement en 1996. Dans ce cadre il prit part à plusieurs réunions d'Ecoropa vers la fin des années 1970, avec notamment Denis de Rougemont. La période 1975-1981 fut marquée par la radicalisation de ses réflexions philosophico-politiques, orientées de plus en plus vers l'écologie politique et la non-violence ainsi que par son adhésion au groupe quaker de Genève, dont certains membres avaient pris une part très active au sein de l'APAG. Pendant les premières années de sa retraite, il tient notamment une chronique intitulée « In Folio. Lectures écologiques » sur la radio associative franco-suisse Radio Zones. Ces chroniques donnent lieu à un livre intitulé Entretiens sur l'écologie. De la science au politique, publié dans la collection Strratégies Energétiques, Biosphère et Société (SEBES), Georg, Genève, 2017.

## Associations
Ivo Rens s'est engagé principalement dans la Société des Études Colinsiennes, (président dès la fin des années 1970), l'Association pour l'Appel de Genève (APAG) (président de 1978 à 1981), l'Institut international de recherches pour la paix à Genève, (Geneva International Peace Research Institute - GIPRI) (de 1983 à 2007), la Fondation Biosphère & Société (président depuis sa fondation en 1995 jusqu'en 2004), ainsi que la Fondation quaker de Genève.

## Publications

### Livres
- L’Assemblée algérienne, Paris, A. Pedone, 1957, 285 p.
- Introduction au socialisme rationnel de Colins, Neuchâtel, La Baconnière, 1968. [lire en ligne (page consultée le 3 mars 2014)]
- Anthologie socialiste colinsienne, Neuchâtel, La Baconniere, 1970, 354 p. [lire en ligne (page consultée le 3 mars 2014)]
- Actes du colloque international sur l’œuvre d'Henri De Man: organisé par la Faculté de droit de l'Université de Genève les 18, 19 et 20 juin 1973, Faculté de droit de l’Université de Genève, 1974
- Au-delà du Marxisme Henri De Man, Paris, éd. du Seuil, 1974, 438 p. [préface avec Michel Brélaz]
- Histoire d'un autre socialisme. L'École colinsienne 1840-1940, Neuchâtel, La Baconnière, 1979 [avec William Ossipow] [lire en ligne (page consultée le 3 mars 2014)]
- Sciences et anthropologie: actes du colloque Colins de Ham, Service des Publications de l'Université de Toulouse-Le Mirail, 1985, 110 p. [lire en ligne (page consultée le 3 mars 2014)]
- Le droit international face à l'éthique et à la politique de l'environnement [sous la dir. de], Genève, Georg, 1996, 268 p.
- Radioprotection et droit nucléaire : entre les contraintes économiques et écologiques, politiques et éthiques [ sous la dir. de], Genève, Georg, 1998, 414 p.
- Entretiens sur l'écologie. De la science au politique, Genève, Georg (coll. Stratégies énergétiques, biosphère et société), 2017, 227 p.  (ISBN 978-2-8257-1055-5)Le chapitre 13 : « François Meyer, La surchauffe de la croissance. Essai sur la dynamique de l'évolution (1974)  » (p. 131-136) est en ligne. [lire en ligne (page consultée le 15 septembre 2020)]

### Articles
- « Les Commissions parlementaires en droit comparé », Revue internationale de droit comparé, Paris, 1961, p. 309-326.
- « L'enquête internationale en droit constitutionnel et parlementaire comparé », Res publica, Bruxelles, 1963, vol. 5, n⁰ 3, p. 258-275.
- « L'Union interparlementaire entre le passé et l'avenir », Montecitorio, Rome, 1963, p. 5-14.
- « Le nouveau règlement de la chambre des représentants de Belgique », Montecitorio, Rome, 1963, p. 31-65.
- « Aspects du libéralisme politique dans la première moitié du XIXe siècle", Synthèses, Bruxelles, 19e année, No 220 (septembre 1964), p. 214-233.
- « Perspectives nouvelles du processus législatif dans un État bicommunautaire », Problèmes actuels du Parlement, symposium international Genève, 4-6 novembre 1965, rapports et débats, Genève : Union interparlementaire, Centre international de documentation parlementaire, 1965, p. 212-217.
- « Les garanties parlementaires contre la minorisation et la révision constitutionnelle en Belgique », Res publica, Bruxelles, vol. 7, 1965, p. 189-221.
- « Colins, précurseur du collectivisme étatique et du socialisme libéral », Res publica, Bruxelles, 1965,  vol. 7,  p. 352-377.
- « Sur quelques aspects modernes du socialisme », Revue générale belge, Bruxelles, 1966, 25 pages.
- « Philosophie colinsienne ou les fondements rationalistes d'un socialisme de l'ordre moral », Res publica, Bruxelles, 1967, vol. 9, no spécial, 104 pages.
- « Utopie et millénarisme chez Fourier et Colins », Revue suisse d'histoire, Bâle, 1972, t. 22, fasc. 4, p. 573-590.
- « Colins et Sade », Res publica, Bruxelles, 1971, vol. 13, n⁰ 1, p. 125-140.
- « Pacifisme et internationalisme dans la dernière partie de l'œuvre d'Henri De Man », in : Sur l’œuvre d'Henri De Man, Revue européenne des sciences sociales, Tome XII, 1974, No 31, p. 270)
- « Réflexions sur le catastrophisme actuel » avec Jacques Grinevald, in : Pour une histoire qualitative, Genève, Presses universitaires romandes, 1975, p. 283-321.
- (es) « El suicidio de Arguedas : ensayo psico-politico », Cuadernos americanos, México, 1976, anno 35, vol. 207, no 4, p. 80-127.
- « Sismondi vu par Colins », in : Sismondi européen, actes du colloque international tenu à Genève les 14 et 15 septembre 1973, Genève, Slatkine, 1976, p. 69-78.
- (es) « Presencia romana en las doctrinas de Jean-Jacques Rousseau y de Benjamin Constant », Index, quaderni camerti di studi romanistici, Naples, 1977, no 7, p. 60-63.
- « Remarques sur la clôture du temps dans le monachisme médiéval et dans le mouvement écologique contemporain », Res publica, Bruxelles, 1977, vol. 19, n⁰ 1, p. 135-146.
- « Rossi économiste », in : Des libertés et des peines : actes du colloque Pellegrino Rossi, organisé par le Département d'histoire du droit et des doctrines juridiques et politiques de l'Université de Genève, Genève, Georg, 1980, p. 195-208.
- « De la « camera obscura » au rétroviseur comme générateur d'idéologies », in : Études dédiées à Madeleine Grawitz, Paris, 1982, p. 262-271.
- « La métaphysique de Colins de Ham : (1783-1859) », in : Conférences et débats du Cercle d'études philosophiques d'Annecy, Lyon, 1983, p. 19-40.
- « Sur la « guerre juste » : la dette de Grotius envers les théoriciens espagnols de la guerre du XVIe siècle » (version provisoire : contribution au colloque tenu à Genève pour le quatrième centenaire de la naissance de Hugo Grotius [...]), Genève, Cahier de recherches, Fondation GIPRI, 1984, no 7, 21 pages.
- « Jean-Jacques de Sellon, pacifiste et précurseur de l'esprit de Genève », [avec  Klaus-Gerd Giesen], Revue suisse d'histoire, Bâle, 1985, p. 261-287[11].
- « En quoi les idées politiques de Théodore de Bèze et des monarchomaques protestants innovèrent-elles ? », in : Jacques Godefroy (1587-1652) et l'humanisme juridique à Genève, Bâle, Francfort-sur-le-Main, Helbing & Lichtenhahn, Genève, Faculté de droit, 1991, p. 175-190.
- « Le néo-libéralisme, panacée ou imposture ? : réflexions en marge du décès de Friedrich von Hayek », in : Stratégies énergétiques, biosphère & société, Genève, 1992, p. 35-42.
- « Après Rio, quelles stratégies ? », in : Stratégies énergétiques, biosphère & société, Genève, 1992, p. 5-21.
- « Genève contre Malville : contribution à l'histoire d'un mouvement antinucléaire", in : Stratégies énergétiques, biosphère & société, Genève, 1995, p. 121-132.
- « Sur quelques controverses relatives à l'éthique, à la politique et au droit international de l'environnement », in : Le droit international face à l'éthique et à la politique de l'environnement, Genève, Georg, 1996, p. 9-17.
- « Bertrand de Jouvenel : pionnier méconnu de l'écologie politique », in : Le goût de l'histoire, des idées et des hommes, mélanges offerts au professeur Jean-Pierre Aguet, Vevey, éd. de l'Aire, 1996, p. 205-227.
- « Sociétés de capitaux et idéologie capitaliste », in : Personne, société, nature, Fribourg, éd. universitaires, 1996, p. 109-121.
- « Comment évaluer le droit de la radioprotection ? », in : Radioprotection et droit nucléaire, Genève, Georg, 1998, p. 13-17.
- « La recherche pour la paix et son double », Cahier de recherches, Fondation GIPRI, Genève, No 1, 2002, p. 2-9
- « Sur la version colinsienne de l’argument ontologique », Revue européenne des sciences sociales, Tome XLI, 2003, n. 125, p. 143-151. [lire en ligne (page consultée le 3 mars 2014)]
- « La fin du pétrole bon marché? : effondrement ou décroissance de la civilisation industrielle ? », in : Conflits, sécurité et coopération = Conflicts, security and cooperation, liber amicorum Victor-Yves Ghebali, Bruxelles, Bruylant, 2007, p. 447-458.
- Entretiens sur l’écologie. De la science au politique, Collection Stratégie Energétiques, Biosphère et Société, Georg Editeur, Genève, 2017, 227 pages.

## Interviews
- Interview d'Ivo Rens sur Fukushima, par Jean Musy pour Radio Zones diffusée le 22 avril 2011.
- « Ivo Rens: «La lutte contre la centrale Superphénix, c'est vingt ans de ma vie» », article de Philippe Bach dans Le Courrier de Genève du 21 décembre 2009.

## Sources
- Ivo Rens, Itinéraire d’un universitaire genevois, Bruxelles, Les Éditions Bruylant, 2009, 404 pp. [lire en ligne (page consultée le 13 août 2014)]
- Un fonds Ivo Rens se trouve aux Archives contestataires à Genève (« luttes sociales de la seconde moitié du XXe siècle »), 1,5 mètre linéaire, concerne le mouvement anti-nucléaire[12].

### Autobiographie
Références à l'Itinéraire d'un universitaire genevois, éditions Bruylant, 2009.
1. ↑  Rens (2009), p. 40
2. ↑  Rens (2009), pp. 50-51
3. ↑  Rens (2009), pp. 55-58
4. ↑  Rens (2009), p. 75
5. ↑  Rens (2009), p. 78
6. ↑  Rens (2009), p. 78 et p. 107
7. ↑  Rens (2009), p. 127-128
8. ↑  « Mon cheminement entre 1965 et 1968 a été profondément et durablement marqué par la rencontre avec mon sujet de recherche, Colins et l'École du socialisme rationnel. Jusque-là, mon orientation politique était la social-démocratie - j'avais hérité du modèle paternel lui-même tributaire d'Henri De Man - et je ne me sentais pas d'affinités particulières pour l'une ou l'autre école marxiste, faute de leur trouver une dimension spirituelle. Ma découverte de Colins (1783-1859) eut lieu dès 1965. » Rens (2009), p. 58-59
9. ↑  « L'idée maîtresse de Georgescu-Roegen réside dans la dénonciation de la science économique dominante qui, en négligeant les fondements tant matériels qu'énergétiques du développement bio-économique de l'espèce humaine, régis tous deux par la loi de l'entropie, ne conçoit de salut pour l'humanité que dans une course sans fin à la croissance. (The Entropy Law and the Economic Process, Harvard University Press, Cambridge, Massachusetts, 1971, 457 p., passim). Cette réfutation des économistes néoclassiques rejoignait, par delà plus d'un siècle, la réfutation par Colins des fondateurs de l'économie classique - en la dépassant de beaucoup dans l'ordre épistémologique - parce que l'un et l'autre se situent dans la postérité des physiocrates qui privilégiaient l’agriculture sur l’industrie.» Rens (2009), p. 149-150
10. ↑  Rens (2009), p. 68
11. ↑  Rens (2009), p. 77
12. ↑  « Association scientifique et culturelle qui se propose d'encourager l'étude objective de la doctrine philosophique, sociale et économique de Colins, ainsi que la recherche historique sur sa genèse, son évolution et son influence et, d'une façon plus générale, de faire connaître la pensée et l’œuvre de Colins et de son École », Rens (2009), p. 60
13. ↑  « Ma radicalisation se manifesta notamment par la préparation d'un ouvrage collectif de l'APAG, dont je pris l'initiative et qui fut publié à la Baconnière, à Neuchâtel, en été 1981, sous le titre bilingue Livre jaune sur la société du plutonium - Yellow Book on the Plutonium Society. […] Elle m'incita à lancer avec quelques autres pacifistes non violents et antinucléaires un institut de recherches pour la paix sous le nom de Geneva International Peace Research Institute (GIPRI) - par référence au SIPRI de Stockholm -  dont le démarrage s'avéra bien difficile, mais qui réussit à rebondir au milieu des années 1980. » Rens (2009), p. 77
14. ↑  « En 1995, les responsables de l'APAG, de la Fédération Rhône-Alpes de la protection de la nature (FRAPNA), de la Société suisse pour la protection de l'environnement (SPE), ainsi que le directeur des Éditions Médecine et Hygiène (EMH) propriétaires des Éditions Georg, avaient décidé de constituer une Fondation de droit suisse intitulée « Fondation Biosphère & Société », en vue de donner une assise un peu plus solide à nos publications. […]J'assumai la présidence de cette Fondation dès sa création et je la conservai jusqu'en 2004. » Rens (2009), p. 115